# Resurrezione (Mantegna)
La Resurrezione è un dipinto, tempera su tavola (70x92 cm), di Andrea Mantegna, datato 1457-1459 e conservato nel Musée des Beaux-Arts di Tours. Il pannello faceva originariamente parte della predella della Pala di San Zeno, con l'Orazione nell'orto, nello stesso museo, e la Crocifissione, al Louvre.

## Storia
La pala venne commissionata prima del 1457, realizzata a Padova nella bottega e dell'artista e inviata a Verona nel 1459. 
Nel 1797, durante le spoliazioni napoleoniche, la pala venne requisita e inviata a Parigi nel Museo Napoleone, futuro Louvre. Grazie alle restituzioni imposte dalla Restaurazione (1815), si riuscì a recuperare i tre pannelli principali e la cornice, ma non la predella che rimase in Francia, dove si trova tuttora. Oggi in loco si vede una copia moderna della predella.

## Descrizione e stile
La scena è impostata sullo sfondo del grande arco quasi a tutto sesto della grotta dove venne sepolto Gesù, vista frontalmente, alla base della quale si vede il sarcofago aperto. Al centro campeggia la figura di Gesù risorto, che si leva in piedi entro una luminosa mandorla incorniciata da cherubini.
In basso e ai lati i soldati, appena desti, sono spaventati dall'evento miracoloso e cercano di scappare con espressioni di vivo stupore. Il loro abbigliamento all'antica è molto curato e dimostra la volontà di Mantegna di ricreare con precisione l'ambientazione nel mondo classico, con un approccio organico che travalica la semplice citazione erudita ma decontestualizzata delle opere del suo maestro Squarcione.